# حلزونية أولام

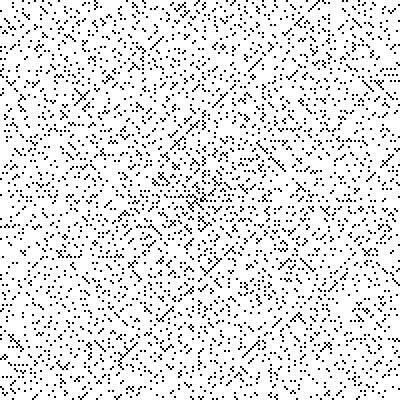
حلزونية أولام ممثلة الأعداد الأولية حتى 200×200. الأعداد الأولية في الشكل هي النقط السوداء

حلزونية أولام (بالإنجليزية: Ulam spiral)‏ هي طريقة بسيطة تمكن من إظهار  الأعداد الأولية. سميت هكذا نسبة لعالم الرياضيات ستانيسلو أولام. اكتشفت من طرف هذا العالم عام 1963، بينما كان يرسم في دفترة خلال محاضرة مملة حضر فيها في إطار لقاء علمي ما.

## إنشاء الحلزونية
أولام أنشأ هاته الحلزونية بكتابة الأعداد، ابتداء من 1، على شكل حلزونية كما يبين الشكل التالي :
فيما بعد، رسم دائرة صغيرة حول الأعداد الأولية، مما أعطاه الشكل التالي :
فوجئ أولام عندما لاحظ أن الأعداد الأولية تؤول إلى خطوط مستقيمية مائلة تنطلق من مركز الحلزونية. فيما يلي حلزونية أولام، ممثلة الأعداد الأولية حتى 200*200.

## معرض صور

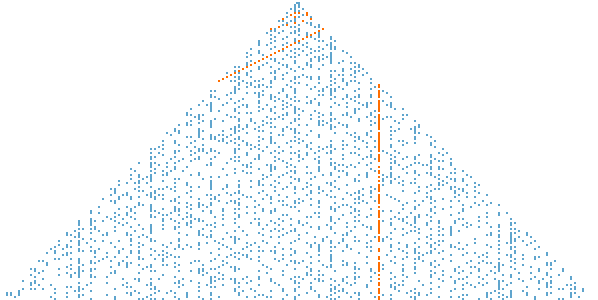
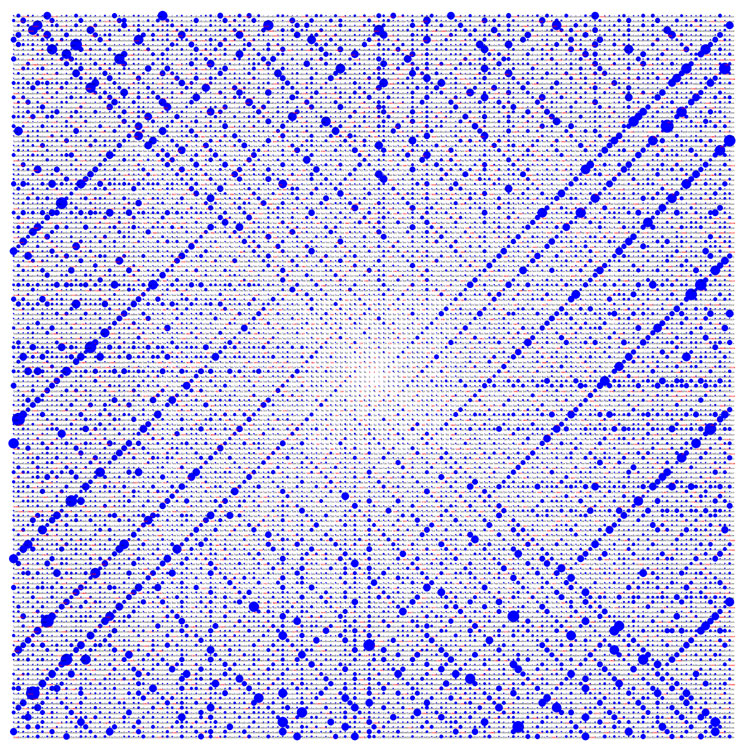
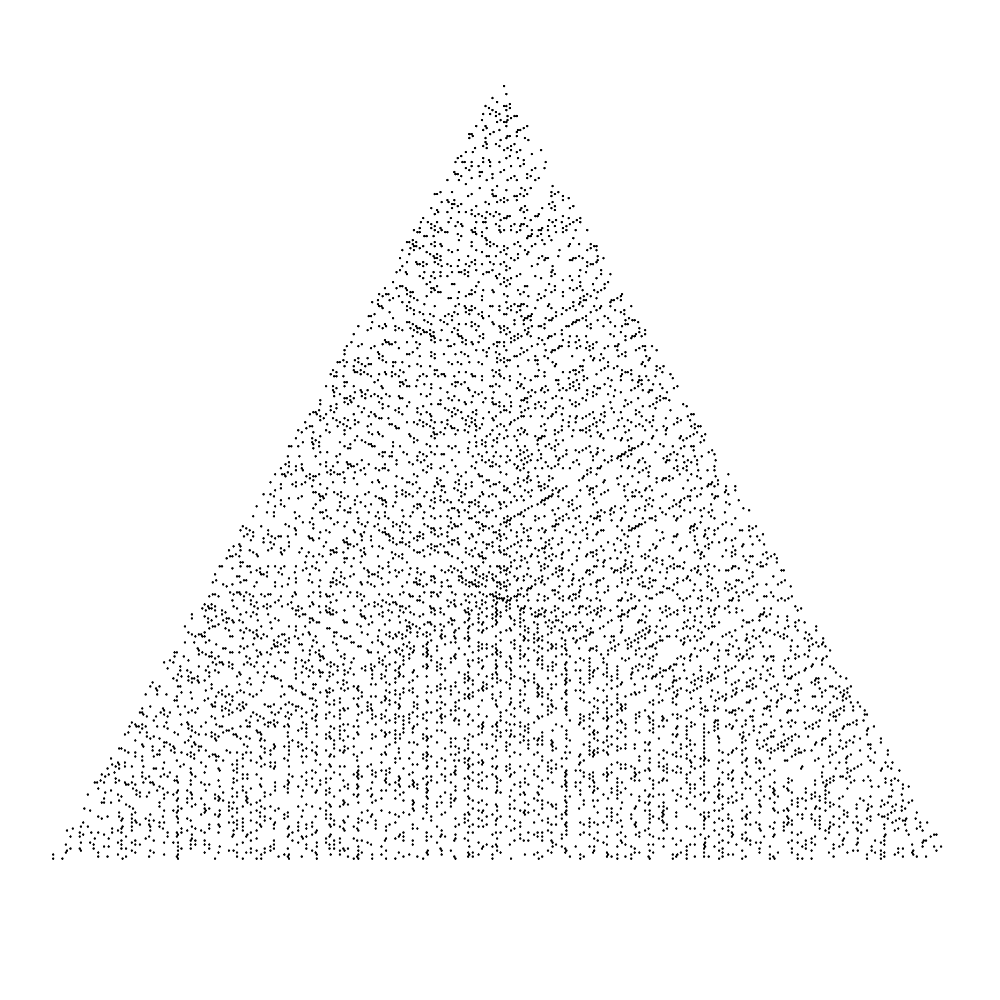